# Plan cincinal
Planul cincinal (în limba rusă пятилетка) cuprinde un număr de obiective ce trebuiesc îndeplinite în termen de cinci ani. Acesta (planul cincinal) este un instrument important în economia planificată, mai exact Economia de Comandă (Comunism). Planul cincinal a apărut în Uniunea Sovietică, fiind creat de Gosplan pe bazele liniilor directoare generale stabilite de partidul comunist pentru dezvoltarea economică. Îndeplinirea planului cincinal devenise cuvântul de ordine a birocrației sovietice. 
Vezi și Vedere de ansamblu a politicii sovietice de planificare economică
Aceeași metodă de planificare a fost adoptată de cele mai multe dintre statele comuniste. În plus, câteva state capitaliste au copiat conceptul de planificare centralizată, e adevărat însă, în contextul economiei de piață, prin stabilirea unor obiective economice integrate pentru o perioadă bine determinată de timp. Putem astfel întâlni „planuri septenale” sau „planuri pe 12 ani”. 

## Uniunea Sovietică
Câteva planuri cincinale nu s-au desfășurat pe toată perioada de timp desemnată inițiale pentru ele. Unele au fost îndeplinite mai înainte de termen, în timp ce altele au dat greș și au fost abandonate. Primele planuri cincinale au fost create pentru a servi industrializării rapide a Uniunii Sovietice, și de aceea s-a pus un accent deosebit de mare pe industria grea. Toate aceste planuri cincinale au fost în număr de 13. Primul a fost inițiat în 1928 pentru perioada 1929 – 1933 și a fost îndeplinit cu un an mai devreme. Ultimul, ce de-al 13-lea, a fost prevăzut pentru perioada 1991 – 1995 și nu a fost îndeplinit datorită dezintegrării Uniunii Sovietice din 1991. 

### Începuturi
Stalin a moștenit de la Lenin NEP-ul, politică economică pe care a păstrat-o. În 1921, Lenin a reușit să-i convingă pe delegații la al X-lea congres al partidului să aprobe înlocuirea politicii comunismului de război care fusese în vigoare pe durata războiului civil. În comunismul de război, statul își asumase controlul asupra mijloacelor de producție, comerțului și transporturilor și nu vreau sa știu telecomunicațiilor. Toate terenurile agricole fuseseră declarate naționalizate prin Decretul asupra pământului, (finalizat în Codul pământului (1922)), care stabilise colectivizarea ca fiind obiectivul pe termen lung al agriculturii sovietice. Deși țăranilor li se permisese să lucreze pământul pe care îl dețineau, surplusurile de producție care depășeau nevoile lor de consum trebuiau predate statului la prețuri care-i defavorizau pe agricultori. În mod nesurprinzător, țăranii au început să scadă producția, de aceea fiind nevoie de „rechiziționări”, confiscări ale recoltelor. În timp, banii au început să înlocuiască comerțul de schimb și sistemul cupoanelor. 
În timpul NEP-ului, statul continua să controleze marile întreprinderi (fabricile, minele, căile ferate) ca și întreprinderile de mărime mijlocie, în timp ce micile întreprinderi private, care aveau mai puțin de 20 de angajați, (în principal comercianți și mici meșteșugari), puteau funcționa în continuare. Rechizițiile de produse agricole au fost înlocuite de un sistem de taxe, (o cotă parte fixă din recoltă), iar țăranilor li s-a permis să-și vândă liber surplusurile de recoltă, e adevărat, la prețurile stabilite de stat. Totuși țăranii erau încurajați să se unească în colhozuri – fermele colective ale țăranilor – sau să se alăture sovhozurilor – fermele de stat instituite pe fostele moșii nobiliare expropriate după revoluția din 1917. În sovhozuri, țăranii lucrau pentru un salariu fix, fiind plătiți după același sistem ca muncitorii din fabrici. Banii au început să fie folosiți din nou la scară largă, noi bancnote fiind emise, rubla fiind garantată în aur. 
Noua Politică Economică a fost răspunsul lui Lenin la criza economică. În 1920, producția industrială era doar 13% iar cea agricultură doar 20% din producția corespunzătoare a anului 1913. Între 21 februarie și 17 martie 1921, marinarii de la baza militară Kronstadt s-au răsculat. În plus, războiul civil, care fusese principalul motiv pentru instituirea comunismului de război, se încheiase cu victoria zdrobitoare a comuniștilor, astfel încât toate formele de control ale societății puteau fi relaxate. 
În deceniul al treilea al secolului trecut, a avut loc o dezbatere politico-economică importantă între Buharin, Tomski și Rîkov pe de-o parte și Troțki, Zinoviev și Kamenev de alta. Primul grup afirma că NEP-ul asigură statului suficient control asupra economiei și premizele corespunzătoare pentru o dezvoltare rapidă, în timp ce ultimii afirmau că un control sporit al statului și o dezvoltare forțată,ar fi reușit să asigure ca beneficiile sociale să fie împărțite în mod egal între toți membrii societății și nu să fie distribuite numai câtorva privilegiați. În 1925, la al XIV-lea congres al partidului, Stalin, așa cum a făcut deseori în acea perioadă, a schimbat tabăra, trecând de partea lui Buharin. Oricu, mai târziu, în 1927, Stalin a mai schimbat încă o dată tabăra, trecând de partea celor care erau în favoarea unui curs nou, cu un control sporit al statului. 

### Planuri
Fiecare plan cincinal se ocupa de toate aspectele dezvoltării: producția de mijloace de producție, (cele folosite pentru producerea altor mărfuri, precum cărbunele, oțelul, mașinile unelte), bunurile de larg consum, (scaune, covoare, scule), agricultura, transportul și telecomunicațiile, sănătatea, învățământul și apărarea țării. Accentele, însă, erau puse diferit, de la plan cincinal la plan cincinal, deși interesul general era focalizat pe producerea de energie electrică, producția de mijloace de producție și agricultură. În special în cadrul celui de al treilea plan cincinal, s-au făcut eforturi pentru muta întreprinderile industriale în răsărit, în Siberia, cât mai departe de fronturile celui de-al doilea război mondial. 

### Primul plan cincinal, 1928-1932
Stalin a introdus primul plan cincinal în 1928, planul fiind proclamat îndeplinit cu succes în 1932. Motivația care a dus la începerea unor ambițioase planuri de dezvoltare a țării într-o perioadă scurtă a fost remarca lui Stalin conform căreia Rusia era în urmă cu 50 până la 100 de ani în urma puterilor economice ale vremii, societatea sovietică fiind obligată să devină una industrială sau „avea să fie... zdrobită”. 
În 1927, consilierii i-au spus lui Stalin că modernizarea agriculturii sovietice ar fi avut nevoie de cel puțin încă 250.000 de tractoare noi. De tractoare era nevoie și pentru dezvoltarea câmpurilor petroliere pentru obținerea combustibililor necesar diverselor mașini. Era nevoi și de un mare număr de centrale electrice care să producă energia pentru industrie și agricultură. 
De la victoria Revoluției din octombrie, progresele în dezvoltarea industriei fuseseră modeste. Abia în 1927 s-a ajuns la nivelurile producției antebelice. Stalin s-a hotărât să se folosească de puterea sa dictatorială pentru a controla creșterea producției. 
Primul plan cincinal introdus în 1928, a fost concentrat în special pe producția de fier și oțel, mașini unelte, energie electrică și pe dezvoltarea transporturilor. Stalin a stabilit muncitorilor niște ținte foarte ambițioase. El a cerut creșterea cu 1115% a producției de cărbune, cu 200% a producției de fier și cu 335% a producției de energie electrică. Stalin a justificat aceste pretenții spunând că dacă nu are loc industrializarea rapidă a Uniunii Sovietice, țara nu ar fi fost capabilă să facă față agresiunilor țărilor capitaliste din occident. 
Toate fabricile aveau panouri pe care erau prezentate realizările muncitorilor. Cei care nu reușeau să-și îndeplinească sarcinile de producție erau criticați și umiliți în public. Unii dintre muncitori nu au reușit să facă față acestor presiuni și a început să crească absenteismul, ceea ce a dus până în cele din urmă la introducerea unor noi măsuri represive. Se ținea o evidență strictă a întârzierilor, absențelor de la muncă precum și a rebuturilor. Lucrătorii care aveau rezultate proaste puteau fi acuzați de sabotare a îndeplinirii planului cincinal și, dacă erau găsiți vinovați, puteau fi condamnați la moarte sau puteau fi trimiși în lagărele de muncă silnică – Gulag – la Canalul Mării Baltice sau la Calea ferată trans-siberiană. 
Odată cu introducerea planurilor cincinale, Stalin a introdus sistemul plății unor salarii mai mari unor anumite categorii de muncitori, pentru a crește producția. Oponenții săi din aripa de stânga a partidului au pretins că astfel se trădează principiile socialiste, creându-se un nou sistem de clase sociale în Uniunea Sovietică. Stalin nu a luat în seamă astfel de critici și, de-a lungul întregului deceniu al patrulea, diferențele salariale dintre muncitorii necalificați și cei calificați s-a mărit. 

### Al doilea plan cincinal, 1932-1937
În ciuda unor probleme cu primul plan cincinal, guvernul a continuat cu un al doilea plan cincinal, începând din 1932. Al doilea plan cincinal a dus la o creștere spectaculoasă a producției de oțel – mai mult de 17 milioane de tone, ceea ce a plasat URSS-ul nu cu mult în urma Germaniei între cele mai mari țări producătoare de oțel din lume. Ca și în cazul altor planuri cincinale, nici al doilea nu a fost îndeplinit cu succes la toate capitolele, nereușindu-se atingerea nivelurilor prognozate în cazul anumitor produse de bază: cărbune, petrol și ciment.

### Al treilea plan cincinal, 1938-1941
Primii doi ani ai acestui de-al treilea plan cincinal s-a dovedit și mai slab din punct de vedere al realizării obiectivelor propuse. Chiar și așa, cifrele de plan și coordonarea centralizată a dezvoltării economiei au rămas de necontestat. Rata de creștere industrială în Uniunea Sovietică de 12-13% din deceniul al patrulea nu prea avea asemănare în cazul istoriei altor țări industrializate. Mai mult, această rată mare a dezvoltării industriale a continuat după încheierea celui de-al doilea război mondial până prin deceniul al șaselea, când a început să scadă gradual. 

### Al patrulea și al cincilea plan cincinal, 1946-1950, 1951-1955
După încheierea victorioasă a celui de-al doilea război mondial, accentul a fost pus pe reconstrucție, Stalin promițând ca Uniunea Sovietică să ajungă prima puterea industrială mondială până în 1960. 
Cea mai mare parte a țării era devastată de război. Conform statisticilor oficiale, 98.000 de ferme colective fuseseră transformate în ruine, fuseseră pierdute 137.000 de tractoare, 49.000 de combine, 7 milioane de cai, 17 milioane de vaci, 20 de milioane de porci, 22 de milioane de oi. 25% din toate mijloacele de producție fuseseră distruse în 35.000 de fabrici și uzine, fuseseră ruinate 6 milioane de clădiri, inclusiv 40.000 de spitale, în 70.000 de sate și 4.710 orașe, lăsând 25 de milioane de oameni fără case. Aproape 40% dintre căile ferate fuseseră distruse. Conform statisticilor oficiale, pieriseră în luptă 7,5 milioane de sodați, dar și alți 6 milioane de civili căzuseră victime războiului. Cel mai probabil, cifrele erau mai ridicate, aproximativ 20 de milioane în total, (comparativ cu 250.000 de morți ai armatei SUA). În 1945, nivelurile de producție din minerit și din metalurgie erau la doar 40% din nivelurile corespunzătoare anului 1940. Producția scăzuse la 52% în cazul producției de energie electrică, 26% la fontă, 45% la oțel, 60% la producția alimentară fața de nivelurile corespunzătoare aceluiași an 1940. După Polonia, URSS a fost cea mai lovită de război țară europeană. Reconstrucția era împiedicată de lipsa cronică a forței de muncă datorată uriașelor pierderi din timpul războiului. Mai mult decât atât, anul 1946 a fost cel mai secetos din ultimii 55 de ani, iar recoltele au fost foarte slabe. 
SUA și URSS nu au obținut acord cu privire la condițiile unui împrumut american destinat reconstrucției, asta fiind una dintre cauzele războiului rece. Totuși, Uniunea Sovietică a primit despăgubiri de război din partea Germaniei și României, iar țările Europei Răsăritene au plătit contribuții financiare pentru eliberarea lor de sub jugul nazist. În 1949 s-a înființat CAER (Consiliul pentru Ajutor Economic Reciproc), legând între ele economiile blocului răsăritean. O treime din cheltuielile de capital al celui de al patrulea plan cincinal au fost folosite în RSS Ucraineană, care era foarte importantă din punct de vedere industrial și agricol pentru URSS și care fusese una dintre cele mai devastate zone.
În 1947, raționalizarea alimentelor a încetat, dar producția agricola s-a apropiat de nivelul din 1940 abia prin 1952. însă, producția industrială a anului 1952 era aproape de două ori mai mare decât cea din 1940.

## Vezi și
- Gosplan

1. ↑  „Five-Year Plans”. Accesat în 16 octombrie 2018.
2. ↑  „Central Planned Economy”. Accesat în 16 octombrie 2018.
3. ↑  „Five-Year Plan” (PDF). Accesat în 16 octombrie 2018.